# اللغة المصرية القديمة

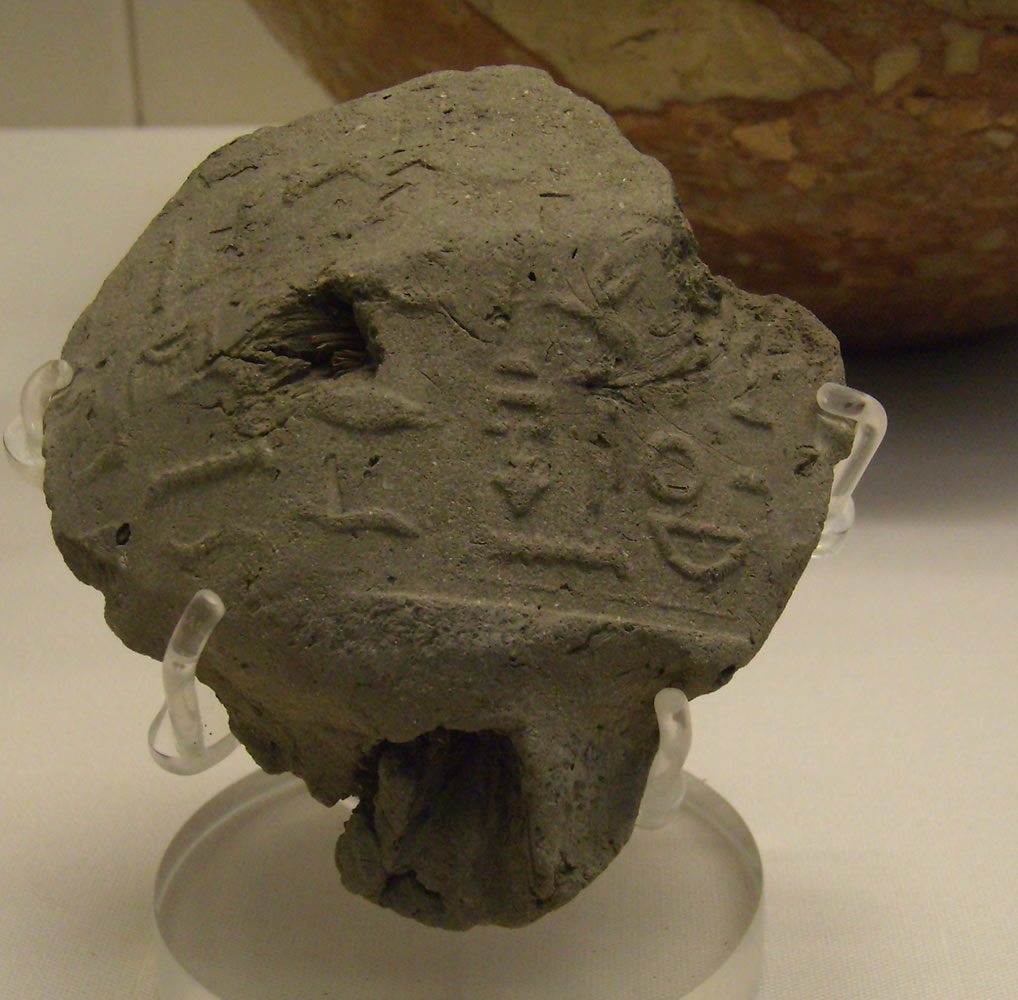

 لغة مصرية قديمة  هي أحد مراحل تطور اللغة المصرية المنطوقة بين عامي 2600 ق. م إلى 2000 ق.م، خلال عصر الدولة القديمة وفترة الاضمحلال الأولى. وتعد نصوص الأهرام أكبر الوثائق المكتوبة بهذه اللغة حجمًا. كما حملت جدران مقابر نخبة المصريين خلال تلك الفترة كتابات تمثل سيرتهم الذاتية، مكتوبة بتلك اللغة المصرية القديمة. من خصائص تلك اللغة المميزة لها، وجود ثلاثة أضعاف الرموز والصوتيات، ووجود الإشارات للجمع. وعمومًا، فإنها لا تختلف كثيرًا عن اللغة المصرية الوسطى التي كتب بها معظم إنتاج الأدب المصري القديم.